# Fuge aus der Geographie
Fugue géographique

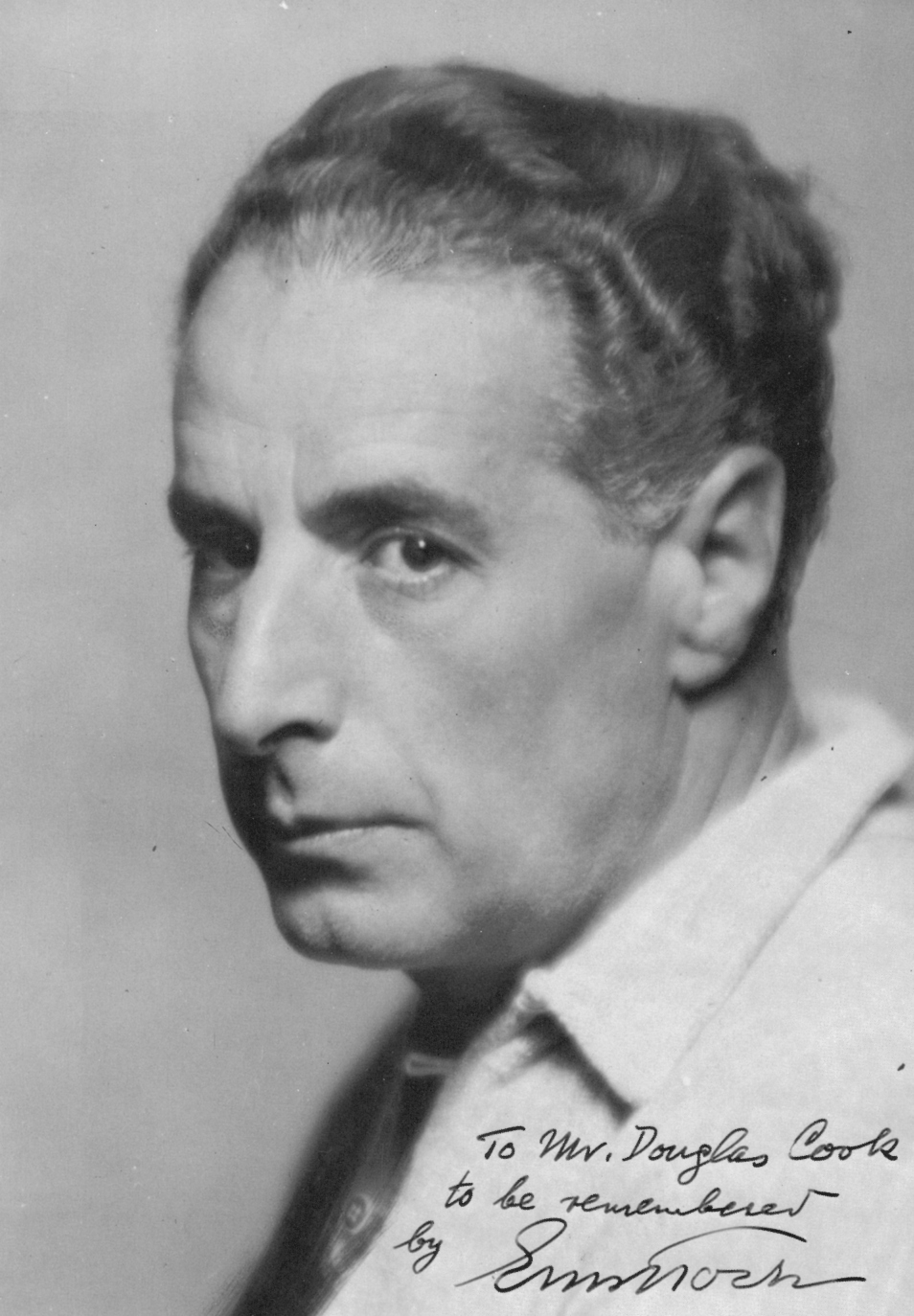
Ernst Toch

La Fuge aus der Geographie (« Fugue géographique ») est un « chœur parlé » du compositeur autrichien Ernst Toch créé en juin 1930.

## Description
Basée sur le principe du Sprechgesang, l'œuvre est écrite sous forme de fugue où les quatre pupitres (ténor, alto, soprano et basse) énumèrent de façon contrapuntique divers éléments géographiques.
Les compositeurs américains John Cage et Henry Cowell ont par la suite réalisé une traduction anglaise qui a rencontré un grand succès sous le titre Geographical Fugue. Les noms des éléments géographiques y sont sensiblement identiques hormis pour Ratibor (remplacé par Trinidad) et Athen (remplacé par Tibet).

## Texte
| Ratibor! Und der Fluss Mississippi Und die Stadt Honolulu Und der See Titicaca Der Popocatepetl liegt nicht in Kanada Sondern in Mexiko, Mexiko, Mexiko Kanada, Malaga, Rimini, Brindisi Ja! Athen, Athen, Athen, Athen Nagasaki, Yokohama Nagasaki, Yokohama | Trinidad! And the big Mississippi And the town Honolulu And the lake Titicaca, The Popocatepetl is not in Canada, Rather in Mexico, Mexico, Mexico! Canada, Málaga, Rimini, Brindisi Yes, Tibet, Tibet, Tibet, Tibet, Nagasaki! Yokohama! Nagasaki! Yokohama! |